# 霍韋爾拉 (村莊)
48°4′41″N 24°27′3″E / 48.07806°N 24.45083°E
霍韋爾拉（羅馬化：Hoverla）是烏克蘭的村落，位於該國西部外喀爾巴阡州，由拉希夫區負責管轄，處於霍韋爾拉河畔，始建於1947年，面積0.8平方公里，海拔高度690米，2001年人口380。